# Instant-táneas
«Instant-táneas» es una canción compuesta por el músico argentino Fito Páez e interpretada por él mismo y Luis Alberto Spinetta en el álbum doble La la la de 1986, tercer álbum suyo y 20.º en el que tiene participación decisiva Luis Alberto Spinetta. El álbum fue calificado por la revista Rolling Stone y la cadena MTV como #61 entre los cien mejores discos de la historia del rock nacional argentino.
En el tema Fito Páez canta y toca los teclados, mientras que Spinetta canta y toca la guitarra eléctrica. Como músicos invitados participan Fabiana Cantilo (voz y arreglos de voces), Fabián Gallardo (voz y arreglos de voces), Machi Rufino (bajo) y Daniel Wirzt (batería).

## Contexto
La colaboración de dos figuras máximas para sacar un álbum conjunto, como hicieron Spinetta y Páez en 1986, fue un hecho inusual en el rock nacional argentino. Argentina transitaba el tercer año de democracia luego de la caída de la última dictadura. En ese contexto democrático el rock nacional, que había aparecido en los años finales de la década de 1960, se estaba masificando y desarrollaba nuevas sonoridades, a la vez que ingresaba una nueva generación.
La asociación entre Spinetta y Páez canalizó precisamente ese encuentro entre la generación que fundó el rock nacional y la segunda generación marcada por la Guerra de Malvinas (1982) y la recuperación de la democracia (1983).
Spinetta había intentado el año anterior elaborar en forma conjunta un álbum con Charly García (Spinetta/García) que se frustró por diferencias personales y había lanzado un disco solista titulado Privé (donde Fito Páez participa en dos temas) que expresó los encontrados sentimientos que ese fracaso le había producido. Páez comenzaba a brillar con luz propia en lo más alto del rock nacional y quería cumplir su sueño de tocar junto a sus grandes ídolos musicales.
El 7 de noviembre de 1986, poco días después de finalizar la grabación del disco, Fito Páez sufrió la tragedia de que su abuela (Delma Zulema Ramírez de Páez) y su tía abuela (Josefa Páez), que él reconocía como "sus madres" -su madre murió cuando tenía 8 meses-, fueran asesinadas brutalmente en su casa de Rosario. Junto a ellas fue asesinada también Fermina Godoy, que trabajaba en casa de los Páez y estaba embarazada. El dolor y la tristeza, que se sumó a la muerte de su padre el año anterior, lo sumió en un estado de desesperación depresiva del que tardaría mucho en salir y que se expresaría en su célebre canción "Ciudad de pobres corazones" ("en esta puta ciudad... matan a pobres corazones"), estrenada precisamente en el recital en el estadio Obras Sanitarias de diciembre de 1986, en el que lanzaron públicamente el álbum.
Spinetta acompañó personalmente a Páez en esos momentos, que coincidieron con las presentaciones que hicieron del disco y llegó a sentirse culpable de la tragedia, atribuyéndola al álbum:

En su momento creí que La la la había provocado lo que sucedió después... Toda nuestra finalidad erótica y violenta quedó ridiculizada frente a una violencia para la que es muy difícil estar preparado.
Luis Alberto Spinetta

El siguiente álbum de estudio de Spinetta sería Téster de violencia (1988), metáfora que el Flaco creó pensando en Fito Páez.
Fue grabado entre agosto y septiembre de 1986.

## El tema
El tema es el segundo track del Disco 1 del álbum doble La la la. El título "Instant-táneas" (similar a "Instant karma" de John Lennon) se refiere a las "instantáneas de la calle", una serie imágenes fragmentarias de la ciudad de Buenos Aires ("veo una separación, un choque, un estallido, una universidad"), que el narrador va registrando mientras siente la angustia de una conflictiva relación amorosa.

...y yo sigo con vos
sabés
se hace difícil seguir anclado aquí sin tu amor.
Ya sé, siempre soy yo
andar siempre buscando
y siempre volviendo a tu corazón
y pienso que estamos al borde
al borde de un cielo sin sol
después no hay retorno
ni tiempo mi amor...
"Instant-táneas" (fragmento)

Por entonces Fito Páez estaba en pareja con Fabiana Cantilo (quien además de cantar hizo los arreglos vocales de la canción). Fabiana ha contado que su relación con Fito "fue torturante" y que oscilaba todo el tiempo entre la plenitud y la ruptura:

Más que amor pasional era una cosa de "no te preocupes que no te voy a dejar solo", pero después igual nos peleábamos y nos dejábamos solos... Nos peleábamos, nos queríamos y nos dejábamos.
Fabiana Cantilo

La canción está interpretada en mi (menor el comienzo y mayor en el estribillo), pero en la parte final sube un tono y medio de mi mayor a la sostenido mayor, dándole dramaticidad al momento en que el narrador exterioriza su angustia.
El tema "Dejaste ver tu corazón", del mismo álbum, también tiene que ver con la relación amorosa entre Fito y Fabiana, al igual que antes lo habían sido "Yo vengo a ofrecer mi corazón" y "Corazón clandestino", y luego "Fue amor", "Brillante sobre el mic" y "Nada es para siempre".